# Volkswagen Multivan
De Volkswagen Multivan wordt vanaf september 1990 gebouwd als luxe gezinsvariant van de Volkswagen Transporter T4 en later modellen. Vanaf modeljaar 2000 wordt het Multivan concept verder ontwikkeld in de Multivan Mk2, die voorzien is van een schuifsysteem voor de draaibare, van driepuntsgordels voorziene stoelen. De Multivan mk2 werd standaard geleverd met een gordijnenset. Door het verschuiven omdraaien van de stoelen in het achtercompartiment en het naar voren schuiven en neerklappen van de achterbank kan een tweepersoonsbed worden gecreëerd. Aan de linkerzijde is in het interieur een opklaptafel verwerkt. De T4 versie van de Multivan is in Nederland nooit officieel geïmporteerd. Pas vanaf het T5 model is de Multivan ook officieel in Nederland verkrijgbaar.